# El Lahun

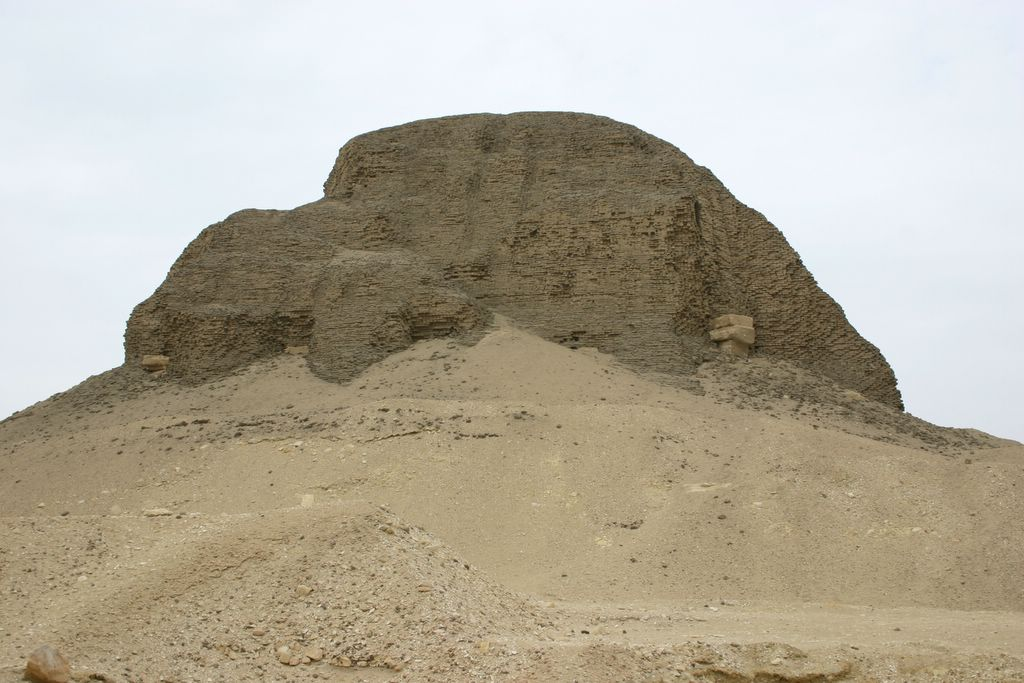
Pirâmide de Sesóstris II em Lahun.

El Lahun (em árabe: اللاهون El Lāhūn alt. Illahun, Lahun, or Kahun) é uma vila em Faium, Egito. Associada com a pirâmide de Sesóstris II, está localizado perto da vila moderna, e muitas vezes é conhecida pelo mesmo nome. Também nas proximidades está a própria pirâmide, conhecida como Lahun. O antigo nome do local era rꜣ-ḥn.t, literalmente, "Boca (ou Abertura) do Canal)", compreendido no dialeto faiumico do copta como ⲗⲉϩⲱⲛⲉ Lehoune).
Foi construída por volta de 1895 a.C. para abrigar os trabalhadores envolvidos na construção da pirâmide e dos templos vizinhos de Sesóstris II. Além da força de trabalho e suas famílias, a cidade acomodou os oficiais e encarregados que supervisionavam o trabalho, os sacerdotes e outros funcionários empregados no templo da pirâmide do rei, onde seu culto mortuário foi realizado após seu enterro, e comunidades associadas de médicos, escribas, artesãos e comerciantes.
A aldeia foi escavada pela Escola Britânica de Arqueologia no Egito liderada por Flinders Petrie entre 1888-90, e novamente em 1914. O nome "Kahun" foi dado em 1889 por Petrie a um grande assentamento do Império Médio nas proximidades da moderna cidade de El Lahun, que fica perto da entrada da depressão de Faium.